# Plan Individual de Ahorro Sistemático
Plan Individual de Ahorro Sistemático (PIAS) es una modalidad de seguro creada en España a partir de la última reforma fiscal, con fecha de efecto 1 de enero de 2007, como instrumento de ahorro/previsión, teniendo la particularidad de permitir la liquidez de las aportaciones (en contraposición con los Planes de Pensiones y Planes de Previsión Asegurados) y, en especial, de que sus ganancias quedan exentas de tributación si llegado su vencimiento el capital se percibe en forma de renta vitalicia una vez hayan transcurrido al menos 5 años desde la primera aportación.
El funcionamiento de los planes individuales de ahorro sistemático es similar al de los antiguos seguros de jubilación: el titular tiene la posibilidad de ir haciendo aportaciones únicas o periódicas (por ejemplo, mensualmente) que se remunerarán de acuerdo con un tipo de interés mínimo anticipado por la compañía.
Las aportaciones anuales no pueden superar los 8.000 euros, siendo este importe independiente de las aportaciones a Planes de Pensiones o Planes de Previsión Asegurados. El importe máximo acumulable no puede exceder los 240.000 euros.
A diferencia de otros productos parecidos, una misma persona no puede tener más de un PIAS.